# Gilbert von Rettig
Gilbert von Rettig, född 14 juli 1928 i Pikis, Egentliga Finland, död 16 april 1994 i Helsingfors, var en finländsk företagsledare, som ledde för familjekoncernen P. C Rettig & Co, senare namnändrat 1983 till Rettig Group Oy Ab, från 1976 till sin död 1994.
Gilbert von Rettig var son till Hans von Rettig och dennes första hustru Edith von Rettig, född Svensson, senare Silander. Han var en ytterst tillbakadragen i sitt förhållande till det offentliga livet, gav aldrig intervjuer och har inte lämnat upplysningar om sin utbildning.
Genom arvet efter fadern och den egna verksamheten var Gilbert von Rettig under några år på 1980-talet Finlands rikaste person. Då han oväntat avled 1994, omtalades han i Finlands största dagstidning Helsingin Sanomat som (i översättning) "den hemlighetsfulle industriledaren".
Under hans ledning skedde flera stora förändringar inom Rettig-koncernen. Familjeföretagets ledning flyttades 1990 från Åbo till Helsingfors. Verksamheten, där tobak och shipping dominerat, utökades genom inköp av  aktiemajoriteten i det finländska bryggeriet Sinebrychoff, senare sålt till Carlsberg. I Sverige inköptes Ångfartygs AB Strömma Kanal, som tillsammans med andra verksamheter bildade turistföretaget Strömma Turism & Sjöfart.
Bore-rederiet drog sig ur Silja-samarbetet och passagerarfarten mellan Finland och Sverige. Det blev därefter ett rent fraktrederi men är senare sålt av Gilbert von Rettigs arvingar. 
Gilbert von Rettig var under fadern svensk vicekonsul i Åbo 1961-1966.
Gilbert von Rettig var från 1951 gift med  Irma Elen (Kim) Hangelin. De hade barnen Ann von Rettig (född 1953), Cyril von Rettig (född 1954), Tom von Rettig (född 1955) och Hans von Rettig (född 1960).